# Gyomaendrőd
Gyomaendrőd är en mindre stad i Ungern med 12 645 invånare (2020).
Staden Gyomaendrőd bildades år 1989 genom en sammanslagning av tidigare Gyoma och Endrőd.

## Vänorter
Gyomaendrőd har följande vänorter:
- Aiud, Rumänien
- Pilzno, Polen
- Schöneck, Hessen, Tyskland
- Vrútky, Slovakien

## Personligheter
- János Pásztor, skulptör